# L'isola nuda
L'isola nuda (Hadaka no shima) è un film del 1960 diretto da Kaneto Shindō.

## Trama
Senta e Toyo (marito e moglie) sopravvivono insieme ai due figli in un'isola sperduta, lottando ogni giorno, nonostante le avversità naturali e cercando di andare avanti nonostante la crudezza delle condizioni di vita.
La  povera vita  fatta di povere emozioni, il  massacrante lavoro dei campi, il grave lutto per l'inspiegabile morte di uno dei due bimbi della coppia.
L'esistenza di questo nucleo familiare è scandita dalla continua spola tra l'isola e terraferma per approvvigionarsi delle poche cose necessarie alla loro grama esistenza; ma soprattutto, lo scopo dei continui viaggi verso le isole maggiori è quello di portare l'acqua necessaria per irrigare le loro modeste coltivazioni e per la loro necessità quotidiane.
L'isolotto  è uno degli innumerevoli nei mari del Giappone.
Quando uno dei figli muore per mancanza di cure adeguate, la madre ha un moto di rabbiosa ribellione, ma comprende che tutto è inutile e pentita, riprende il lavoro di sempre.

## Riconoscimenti
- 1961 - Festival cinematografico internazionale di Mosca
  - Gran Premio